# バラエティー生活笑百科
『バラエティー生活笑百科』（バラエティーせいかつしょうひゃっか）は、NHK総合テレビジョンで1985年4月6日から2022年4月9日まで、37年間にわたって放送されたNHK大阪放送局制作の法律番組である。

## 概要
1985年4月6日に放送開始。それまでも事件や事故を弁護士が解説するテレビ番組は存在したが（『テレビ三面記事 ウィークエンダー』（日本テレビ）等）、庶民の日常生活の身近な法的トラブルを扱う番組構成としては、のちの『行列のできる法律相談所』（日本テレビ）の先駆である。
内容は、法律相談所という設定のセットで、日常生活に関するトラブルの質問を芸人が紹介し、レギュラー出演者の相談員が答え、最後に弁護士が解説を加えるというものである。
収録は原則として隔週月曜日に収録・2本撮りで大阪局のスタジオで行われている（観覧方法については大阪局の公式サイトに記載されている）。かつては、NHK大阪ホールや年に数回程度、地方のホールでの公開録画も行われていた。観覧客は近畿圏在住の高齢層が多く、出演ゲストも演歌歌手や落語家といった人物が多い。また、講談師や音楽家がゲスト出演する場合は、パフォーマンスを披露するコーナーが設けられることがあった。
なお、新型コロナウイルス感染拡大防止のため2020年3月28日放送分から2022年1月8日放送分まで無観客での収録を実施、このうち2020年5月9日から6月27日放送分までは全メンバーリモートでの放送となった。スタジオ収録再開後は2006年3月25日放送分までと同様に、パネラー配置がゲスト含めた3人並びに変更されており、相談は事前にスタジオ収録した映像を流す形式に変更されていた。その後、2022年1月15日放送分からは少数観客での公開収録を再開し、最終回を含めたラスト2回はNHK大阪ホールで収録を実施した。
放送ライブラリーでは1985年4月6日放送分（第1回）と2013年9月28日放送分（上沼恵美子の卒業回）が公開。
次番組『探検ファクトリー』（中川家司会）は基本的にロケーション番組であるため、1962年の『モダン寄席』を皮切りに足掛け半世紀続いた土曜日の大阪放送局のスタジオから公開生放送（後年は録画）の番組はここでいったん終止符を打った。

## 歴史
元々、この時間帯は1963年度より大阪局制作で『モダン寄席』（1963年度 - 1966年度）・『土曜ひる席』（1967年度 - 1977年度）・『三枝の笑タイム』（1978年度 - 1979年度）・『大阪発ユーモア列車』（1980年度 - 1981年度）・『土曜なにわ亭』（1982年度）と演芸バラエティ番組が放送されていた時間枠である。前身番組は1983年4月から1985年3月まで放送されたトークバラエティ『しゃべくりバラエティー 日本一』。番組のVTR送出は字幕放送を行う関係から東京・渋谷の放送センターからの送出となっていた。また大阪局制作でなおかつ全国放送番組であるため、NHKオンデマンドでも見逃し番組サービスとして開始当初から配信されていたが、2012年4月から配信が中止された。その後、2020年3月7日放送分からNHKプラスで同時ネット配信・見逃し配信が行われていた。
2010年4月10日放送分より、地上アナログ放送とNHKワールド・プレミアムでは16:9レターボックス映像に移行した。またこの回から仁鶴・相談員（ゲスト含む）・顧問の席に置かれていたネームプレートが廃止され、出演者の紹介をテロップで行うようになった。さらに、同年4月3日放送分までは漫才に入る前に仁鶴が「まず最初の相談は」（1組目）「続いての相談は」（2組目）と言って漫才の題目・出演者を紹介していたが、この回からは前述の仁鶴の台詞の後、観客席の後方にいるアシスタントが題目と出演者のイラストが描かれたボードを持ちながら紹介する形式に変わった。
仁鶴が高齢になってきた事に伴い、番組開始当初の漫才終了後に法律相談の要点を仁鶴が解説する形も、2012年4月7日放送分より予め別撮りしたイラストで要点を表した物をナレーターが解説する形に、立って行う進行も2014年4月5日放送分よりゲストと一体の机越しに座って行う形に変更された。さらに2016年4月9日放送分からは、かつてレギュラー相談員だった桂南光が「室長補佐」として15年ぶりに番組に復帰し、仁鶴に代わって相談意見の取りまとめをすることとなった。同時にオープニングでの相談員・ゲスト紹介も廃止となり、ゲストはオープニングで自己紹介する形となった。また、アシスタントも廃止され仁鶴が再び漫才の題目・出演者を紹介する形式に変更された。

### みんなのお悩み解決コーナー
2008年4月からしばらくの間、原則として毎月最終週に放送していたコーナー。視聴者からの投稿（ホームページ・FAX）により構成されるコーナーであった。このコーナーが放送されるときは、通常の相談は1組のみとなっていた。
2件の別途収録された漫才を流した後に通常の相談とは違って顧問が直接解説を行い、その後に相談員が顧問に対して疑問点を質問する構成となっていた。

### 笑福亭仁鶴の病気療養による休演
2017年5月、放送開始以来32年間欠かさず出演していた仁鶴が初めて休演し、7月に一時的に復帰したものの、8月から病気療養のために再度休演の状態が続き、南光が仁鶴に代わって進行役を務めることも多くなった。
2018年3月1日、新年度となる同年4月7日放送分より仁鶴が「相談室長」のままで、南光が「相談室CEO」に"昇格"することがNHK大阪局から発表された。なお、ここで言う「CEO」とは「ちょっとええ感じのおっさん」の意味であり、本来の「最高経営責任者」の意味ではない。また、NHKによると上述の通り南光の代理が多いことから、番組の顔に相応しい新しい肩書として考えたという。プロデューサーの菅原健一曰く「CEOは昇格としていただいて結構です」としつつも「昇進後の番組で説明し、笑っていただきたい」と話している。これと同時に、不定期で出演していた桜 稲垣早希が「相談室秘書」という名義でレギュラーに起用した。

### 仁鶴の逝去と番組の終焉
仁鶴は当番組へ復帰しないまま、2021年8月17日に骨髄異形成症候群で死去した（84歳没）。仁鶴の死去から約1ヶ月後、同年9月11日に仁鶴の追悼特別番組が放送されるとともに仁鶴を「名誉相談室長」として扱うことが発表された（詳細後述）。
そして、2022年春の編成抜本見直しにより、同年3月をもって番組が終了することが一部スポーツ新聞で報じられたが、最終的には同年4月9日放送分で終了することが正式に発表された。最終回の終盤で南光は「『生活笑百科』はご覧いただいた皆様とともに作り上げた番組でございます。これからも世の中をま〜るくおさめていきたいと思います」と視聴者に感謝の言葉を述べ、37年間の幕を降ろした。
後継番組は引き続き大阪局制作により、お笑いコンビ・中川家が司会を務める工場見学エンターテイメント番組『探検ファクトリー』が同年4月16日から開始された。

## 放送時間
- 毎週土曜日 12:15 - 12:40（前番組の『正午のニュース』やMLB中継が延長した場合、放送時間変更または休止になる場合あり。NHKワールド・プレミアムも同時刻で放送）
  - 東日本大震災の時は1か月ほど休止していた。また令和元年台風第5号や令和2年7月豪雨の特別警報でも休止していた。
- 1992年4月4日までは土曜日 12:20 - 12:44で放送されていたが、11日より正午の『NHKニュース』が土曜・祝日のみ5分縮小されたため、5分繰り上がるも1分短縮。2017年4月8日より放送時間が2分拡大となり、25分放送になった。
- NHKワールド・プレミアムでは同じ時間帯に放送されている他曜日の番組（『生中継ふるさと一番』（2011年度からは『ひるブラ』）『金曜バラエティー』『NHKのど自慢』）ではノンスクランブル放送を行っているものの、本番組ではこれまでノンスクランブル放送の対象外となっていたが、2011年4月16日放送分からは本番組もノンスクランブルで視聴可能となった。

これにより、NHKワールド・プレミアムのJST12時台は元からノンスクランブル放送の対象外である『連続テレビ小説』、スポーツ中継、その他一部の特集番組を除いて毎日『正午のニュース』と合わせたノンスクランブル放送の編成が組まれることになる。
- 毎週金曜日 11:05 - 11:30（総合テレビ再放送。祝日・年末年始や国会中継・高校野球中継があるときは休止。ただし、予算・代表質問予定日で審議拒否で流会となり中継できなくなった場合や高校野球期間中に雨天中止・休養日となった場合は放送）
- 毎週水曜日 2:10 - 2:33（NHKワールド・プレミアム再放送。『大相撲・幕内の全取組』の放送がある期間は休止。2011年3月で再放送が打ち切り）
- 毎週水曜日 15:35 - 15:58（NHK衛星第2テレビジョン。2011年3月で打ち切り）プレミアムでは新春スペシャルのみノンスクランブル放送の対象外（通常のスクランブル配信）となった。
- NHK広島放送局では、毎年1月第3日曜日に開催される天皇盃全国都道府県対抗男子駅伝競走大会の前日となる土曜日に事前告知番組として、関連イベントとして行われている「駅伝ふるさとひろば」の様子を伝える『がんばれ!ふるさとランナー〜駅伝ふるさとひろばから〜』を放送するため、火曜日の再放送が事実上の振替放送となる。
- 2015年1月17日（土曜日）は通常通り放送したが、近畿地方のみ、兵庫県公館で行われた阪神・淡路大震災の追悼式典「ひょうご安全の日 1・17のつどい」を放送したため、15:05 - 15:28[注釈 6]に放送された。この日は、広島県でも前述の『がんばれ!ふるさとランナー』を放送したため、休止した（同様に休止した広島県は通常通り大相撲を放送し、火曜日の再放送で代替）[21][22]。
- 2012年のロンドンオリンピック・2016年のリオデジャネイロオリンピック期間中は『正午のニュース』がオリンピック情報も含め12:45まで延長（12:15頃 - 12:40がオリンピック情報、12:40以降は各地のニュース。各種番組表では『ニュース&オリンピック』とクレジットされていた）したために休止となった。
- 2022年3月5日・12日の放送はロシア・ウクライナ戦争関連の特別報道体制に伴い『正午のニュース』が12:45まで延長（12:25 - 12:30は各地のニュース）となり、休止となった[6]。その後も同年4月9日の最終回までは『正午のニュース』が同様の理由で12:25まで延長（12:20以降は各地のニュース）となったため、10分繰り下げ（12:25 - 12:50）で放送された[注釈 7]。

## 特別番組
- 2011年1月1日（土曜日・元日）は、以前行っていた『スタジオパークからおめでとう（午後の部）』がこの年放送されなかったため、本番組は休止とはせず13時までの新春スペシャルとして拡大生放送された。2012年の同日も日曜日であるが、同様に12:18-13:51に新春スペシャルとして放送された[注釈 8]。
- 2012年8月4日と11日は正午のニュースがオリンピック関連情報とあわせて12:43まで放送されるため別番組差し替えのNHKワールド・プレミアムを含めて番組自体休止。NHKワールド・プレミアムでは4日は同じ大阪放送局制作で近畿2府4県向けローカル番組の『えぇトコ』（近畿地方で2012年6月1日に放送された『都会の森で神さまに出会う 〜京都・葵祭をたずねて〜』）、11日は東北ブロック向けローカル番組の『東北Z』に差し替え、どちらの番組も11:50からの『BSニュース』（BS1で10:50 - 11:00放送分）とワンセットでノンスクランブル放送を行った。
- 2013年1月5日は本番組を休止し（当該時間には『にっぽん紀行』を再放送）、13:05 - 13:55に「笑福亭仁鶴と訪ねる大阪の笑い100年」と題し、笑いの達人や人々の記憶に残る人気漫才師や落語家などを当時の世相とともに振り返り、総ざらいする特別番組を放送した。番組では芸能生活50年を迎えた仁鶴が案内役となり、影響を受けてきたという笑いの先人たちゆかりの寺院や碑、演芸の史跡を訪ねたり、ロザン、ジャルジャル、プリマ旦那の3組と一緒にそれぞれの世代が考える将来のお笑い界を想像しながら、笑いも交えて全員真剣に仁鶴と意見を交わす座談会の模様が放送された。なお本番組では仁鶴が本番組の司会に就任した1986年4月5日放送分の映像が放映された。また、仁鶴没後の2021年12月29日には、番組後半の座談会などをカット、再編集した上で追悼として再度放送している。
- 2015年1月1日は『新春バラエティー生活笑百科 ま〜るくおさめて30年「今後のくらしと法律は?」』と題し、ニュースを挟んだ2部構成で放送された。後半部では進行補助に桂南光、相談員に赤井英和（桂吉弥とペア）、弁護士に三瀬顕（「最高顧問」の肩書）ら、エンディングではキダ・タロー（「一月一日」の指揮担当）と、かつてのレギュラー陣も出演した。なお、この日から改正相続税法が施行された事から、前半部は通常の弁護士の他に、税理士も解説の為に出演した。
- 2015年12月15日に放送された『わが心の大阪メロディー』では、本番組の特別企画を実施、タイトルも『生活唱百科』と銘打ち、「歌で悩みを解決する」という企画が実施された。内容は法律相談のフォーマットに基づき歌を紹介するというもので、司会の仁鶴、レギュラー相談員の辻本・三倉姉妹、漫才担当として大木こだま・ひびき、歌担当で川中美幸が出演。顧問は弁護士の代わりに当番組のテーマを作曲したキダが登場した。なお、アシスタントは中村美律子が務めていた。
- 2017年1月1日は『新春・バラエティー生活笑百科』と題し、ニュースを挟んだ2部構成で放送された。12:15 - 13:00の第1部は「今年もま〜るくおさめまっせ」と題し年末年始に関するトラブルをテーマに司会の仁鶴・南光、レギュラー相談員の吉弥・みどり・三倉姉妹、レギュラー弁護士の伊藤・澤・林・小島、演芸担当に宮川大助・花子、オール阪神・巨人、髭男爵、ミヤ蝶美・蝶子、豊来家玉之助、観客リポーターにタージン、ゲストにキダが出演した。13:05 - 13:50の第二部は「新喜劇でま〜るくおさめまっせ」と題し、吉本新喜劇とのコラボレーションとしてよしもと祇園花月で収録の新喜劇「茂造の、借金トラブル一発解決!」を中心として借金問題をテーマに展開、新喜劇には小島弁護士もゲスト出演した。こちらはゲストに中村芝翫・中村美律子・桜 稲垣早希が出演し、エンディングには再度キダが登場した。
- 2021年9月11日には、前月（8月17日）に仁鶴が84歳で死去したことを受けて、桂南光の進行による『バラエティー生活笑百科「ま〜るくおさめまっせ」 - ありがとう笑福亭仁鶴さん - 』をレギュラーの放送枠（12:15 - 12:40）に編成。当番組の歴史を物語るアーカイブ映像（第1回放送のオープニング、南光のレギュラー復帰回、近畿地方の公共施設・多目的ホールで随時実施していた公開収録、仁鶴が80歳の誕生日を迎えた際の収録でゲスト相談員の西村由紀江がピアノの生演奏を披露したシーン[23]など）に加えて、落語家としての足跡をたどるべく、NHK大阪放送局の制作で放送した演芸番組（『NHK上方落語の会』など）や特別番組（『初笑い東西寄席』や2013年1月5日放送の『笑福亭仁鶴と訪ねる大阪の笑い100年』など）へ出演したシーンの映像も流した。また、番組の開始から2010年まで「顧問」として出演していた野間督司（弁護士）、番組の開始当初から漫才などで出演の機会が多いオール阪神・巨人、レギュラー相談員を長く務めていた上沼恵美子、仁鶴の出演後期からレギュラー相談員へ起用されている三倉茉奈・佳奈姉妹、仁鶴の直弟子に当たる笑福亭仁智（放送時点での上方落語協会会長）から寄せられたビデオメッセージを放送。ピアニストの西村が、仁鶴への追悼の意を込めて、当番組のスタジオで南光を前にピアノの生演奏（当番組のオープニングテーマ曲と仁鶴の出囃子「猩々くずし」をメドレー方式で組み合わせたアレンジバージョン）を再び披露した映像で番組を締めくくった。

## 出演者

### 相談室長（司会者）
- 初代 西川きよし（1986年3月22日まで[1]。参議院議員通常選挙出馬のため降板）
- 2代目 笑福亭仁鶴（1986年3月29日[1] - 2017年9月2日）
  - レギュラー番組となる前の特番として放送されていた時期には板東英二が務めた回も存在する[24]。
  - 2017年5月27日・6月3日・6月17日 - 7月8日・9月9日放送分以降は桂南光が代役を担当[25][26]。
  - 休演後は自身の似顔絵をオープニングのタイトル映像に残していたほか、自身の肉声によるアナウンス音源が番組の冒頭とオープニングメロディーが終わる直後に流れていた。冒頭のアナウンスには『四角い仁鶴がまぁ〜るくおさめまっせぇ』というフレーズが使われていた。
  - 2021年8月17日に、骨髄異形成症候群で死去（84歳没）[27]。直近の放送日の前日（同月20日=金曜日）に死去が公表されたため、翌21日放送分のオープニングでは、本人不在で収録された映像の右縦方向に追悼のテロップを挿入した。

### 名誉相談室長
- 笑福亭仁鶴
  - 仁鶴逝去後、『四角い仁鶴がまぁ〜るくおさめまっせぇ』というアナウンス音源と似顔絵については、2020東京パラリンピックの競技中継（8月28日・9月4日）に伴う休止期間中に扱いが検討された[28]結果、いずれも使用を継続することが決まった。さらに、休止明け最初の放送では、今後の放送で仁鶴を「名誉相談室長」として扱うことが南光から発表された[29]。

### 相談室CEO
- 桂南光（2016年4月9日 - ）
  - 番組初期である1986年当時の桂べかこ時代から2001年までレギュラー相談員として出演しており、15年ぶりに復帰。2015年1月の特番でも同様の進行役を担当していた。レギュラー相談員時代のキャッチフレーズは「自称・浪速の若大将」「自称・正義と真実の人」など。
  - 「君に来てもらったら（進行が）楽（になる）」という仁鶴の要望を受けて、2016年4月9日放送分より、「室長補佐」という名義のアシスタントとしてレギュラー出演を再開[30]。仁鶴が休演した2017年5月27日・6月3日・6月17日 -  7月8日・9月9日 - 2018年3月31日放送分では「室長代理名義」を名乗っていた。
  - 2018年4月7日放送分から「相談室CEO」という肩書で司会進行を担当（事実上の3代目司会）。仁鶴の死去後に明かしたところによれば、「室長代理名義」として出演した回の漫才の収録中に、仁鶴から直々に「南光君、この番組飽きたわ。君（が室長を）やれ」と告げられたことがきっかけになったという。本人曰く、「仁鶴が（長期にわたって休演してからも）戻ってくることをずっと待っていた」[30]とのことで、仁鶴死去後の肩書についてもこのまま同様である。
  - 2017年3月25日および4月2日[注釈 9]放送分は春の特別企画と称し、6月17日 - 7月8日、9月9・16日、10月7日 - 2018年3月31日放送分は南光が仁鶴の代役を務める関係上アシスタント名義で桜 稲垣早希が代役を担当。
  - 2017年5月27日および6月3日放送分は上と同様の理由でアシスタント名義で河島あみるが代役を担当。
  - 2017年9月23・30日放送分は上と同様の理由でアシスタント名義でレギュラー相談員の三倉茉奈が代役を担当。

### 相談室秘書
- 桜 稲垣早希（2018年4月7日 - ）
  - 2017年4月22日放送分の出演当初は後述の「澤のさらに一言」のコーナーに澤の聞き手役として不定期出演していたが、上述の件と相俟ってアシスタント名義での出演が常態化。2018年4月7日放送分より現在の名義に。
  - 2019年9月7・21日放送分では、「弁護士のさらに一言」で聞き手役を務める河邑ミク、2020年1月4日はトラウデン直美が、稲垣に代わって秘書を担当した。ちなみに、稲垣は2019年9月21日に第1子を懐妊中（妊娠5ヶ月）であることを公表している[31]。このため、2020年1月18日 - 2021年9月25日放送分は産前産後休業。その間は以下の女性タレント（いずれも関西出身）が秘書を代行しており、稲垣復帰後も代行メンバーとローテーションを組んでいた。

秘書代行
- トラウデン直美
- 村崎真彩
- 小寺真理

### 相談員
レギュラー相談員 - 「」の中は紹介時のキャッチフレーズで、2016年4月2日放送分を最後に廃止されている。
上沼の降板後は、みどりが準レギュラーとして月に1〜2回出演し、それ以外の週は複数の女性相談員が入れ替わりで出演する。
- 辻本茂雄「ツッコミ鋭く顔も鋭い」（2004年 - 。かつては毎週出演していたが、2008年4月以降から隔週出演となった）
- 桂吉弥「落語はしっかり家ではうっかり」（2008年4月19日 - 。辻本と隔週交代[注釈 10]）
- 若井みどり「名前もわかい（=若井）気もわかい（=若い）」（上沼不在時に『特別相談員』として登場、降板後は通常相談員に）
- 山田花子「天然ママは花より息子」（2013年12月14日 - ）
- 海原やすよ「お笑い三代たまには散財」（2013年11月30日 - ）
- 三倉茉奈「『ふたりっ子』から『だんだん』と今は頼れるお姉さん」（2013年11月9日 - ）
- 三倉佳奈「『ふたりっ子』から『だんだん』と今はかわいい若奥さん」→「『ふたりっ子』から『だんだん』と今はかわいいお母さん」（2014年2月22日 - ）

過去のレギュラー相談員・その他の特別相談員は以下の通りである。
- 上沼恵美子「人生バラ色おしゃべり七色」（番組開始当時は「浪速のヤング主婦代表」） - 番組開始以来28年半相談員を担当。パイロット版から出演。本番組での「大坂城も淡路島も私のもの」「日本の個人資産の3割は上沼家保有」「専用ジェット機でパリでお買い物」といったホラふきキャラで人気を高め、1994年・1995年には『NHK紅白歌合戦』の紅組司会を任されることになった。放送開始時から出演していたが、2013年9月28日放送分を以って降板した[32]。降板をめぐっては「仁鶴とのトラブルが原因」と一部で報じられていたが、NHK大阪放送局ではこの報道を公式に否定。自身が所属する上沼事務所の関係者も、『週刊文春』の取材に対して、「以前から降板を申し入れていたが、NHKから慰留されたため出演を継続していた。『今後も特別番組には出演する』との条件で、降板を了承された」と語っていた[33]。
  - 実際には降板後に仁鶴と共演する機会がなかったものの、仁鶴の追悼番組の放送に当たってVTRで出演。「（他の番組で共演していなかった）スターの仁鶴師匠と（2代目相談室長への就任を機に）御一緒できることが、震えるほど嬉しかったです。上品で、（収録では）必ず敬語をお使いになって、（自分の話が）全然面白くなくても『ハハハ』と笑って下さったので、次（話の続き）が喋りやすかったです。夫婦のことなどでもっと素敵な話をしたかったし、相談したかった。丸〜くおさめてもらいたかったです。『ニコッ』とした100万ドルの笑顔を私に注いでいただいたことが、（今も自分の）心の財産になっております。ゆっくりお休み下さい」とのメッセージを寄せている[29]。また、番組最終回にもVTR出演しており、終了を労うメッセージも送っている。
- 桂ざこば（旧：桂朝丸）「自称・浪花のお父さん（いつも元気なお父さん）」
- 月亭八方
- キダ・タロー「浪花のモーツァルト」（番組テーマ曲担当のため、降板後もゲスト出演機会も多い）
- 赤井英和「頼れる浪花の熱血漢」（レギュラー降板後長らく出演が途切れていたが、2014年7月26日の放送でゲストとして久しぶりに出演した）
- 大東めぐみ
- 遥洋子「野球は阪神、私は独身」
- 堀ちえみ
- 今いくよ「友情も厚いが化粧も厚い」 - レギュラー相談員降板後も、特別相談員として出演[注釈 11]することがあった。なお相方の今くるよは、いくよ他界後の2015年12月26日の放送で特別相談員として出演した。
- タージン - 2016年5月28日、6月4日放送分に特別相談員として出演。2021年12月11日からは後述の企画も並行して担当している。
- 河島あみる - 2016年7月9日放送分に特別相談員として出演。同じNHK大阪製作の『ぐるっと関西おひるまえ』の司会を担当。
- 浜口順子 - 2018年9月15・22日放送分に特別相談員として出演。2019年以降も出演が多い。
- 桂南天 - 2012年の南天襲名直後に特別相談員として出演した後、しばらく機会がなかったが、2019年（8月3日放送分など）に入ってから数度出演。

### 漫才
相談者役の漫才師は吉本興業大阪（2007年10月 - 2019年6月は子会社のよしもとクリエイティブ・エージェンシー）か松竹芸能に所属で中堅〜ベテランの漫才師の出演が多いが、不定期に若手が出演する場合もある。
漫才で使用されるスタンドマイクはNHKのロゴを付けたものとなっている。

#### 若手（不定期に一度出演）

##### 吉本興業所属
- 尼神インター
- 女と男
- ガクテンソク
- ギャロップ
- ジャルジャル
- スーパーマラドーナ
- トット
- 藤崎マーケット
- 吉田たち
- 令和喜多みな実（旧：プリマ旦那）
- 和牛

##### 松竹芸能所属
- アルミカン
- 天然もろこし

#### 中堅（メインは1回目の相談）

##### 吉本興業所属
- テンダラー
- 麒麟
- 青空
- シンクタンク
- 矢野・兵動
- 海原やすよ・ともこ

##### 松竹芸能所属
- アメリカザリガニ
- オジンオズボーン
- シンデレラエキスプレス
- チキチキジョニー
- なすなかにし

#### ベテラン（メインは2回目の相談）

##### 吉本興業所属
- オール阪神・巨人
- 中田カウス・ボタン
- 西川のりお・上方よしお
- 大木こだま・ひびき
- ザ・ぼんち
- まるむし商店
- おかけんた・ゆうた
- Wヤング
- 宮川大助・花子
- 今いくよ・くるよ

##### 松竹芸能所属
- 酒井くにお・とおる
- パピヨンズ
- 海原はるか・かなた
- 横山たかし・ひろし

### 弁護士

#### 番組終了時点
毎週交代で1人が出演する。いずれも大阪弁護士会に登録している。
- 小島幸保（2006年4月29日 - 、番組初の女性顧問。個人開業）
- 林一弘（近畿合同法律事務所所属）
- 澤登（さわ のぼる）
- 伊藤芳晃（近畿合同法律事務所所属）

#### 過去
- 野間督司（近畿合同法律事務所所属、1985年4月6日から2010年10月2日まで[注釈 13]）
- 三瀬顕（三瀬顕法律事務所所属（個人開業）、1985年4月13日から2010年10月9日まで）
- 近藤正昭（近畿合同法律事務所所属、元判事補、1985年4月6日から2010年11月6日まで）

なお、過去にあった年末特番では、三瀬、野間、近藤の3人が同時出演したこともある。また、地上デジタル放送完全移行1年前となる2010年7月24日に放送された特別編『地デジ笑百科』では、いつもの顧問ではなく特別顧問として渡部晃（わたなべ あきら）弁護士が登場した。そして長年レギュラー放送では三瀬、野間、近藤が登場していたが、野間は2010年10月2日放送分で、三瀬は10月9日放送分で、近藤は11月6日放送分で降板した。2006年4月29日放送分で3人に加えて小島が、さらに2010年8月14日放送分で林が、8月28日放送分で澤が、9月4日放送分で伊藤が初登場している。

#### 弁護士に対する呼称の使われ方
2014年4月以降、見解を問う場合は「弁護士の○○さん、どのようにお考えで…」となるが、ポイントを問う場合は「○○先生」と2つの呼称を使用している。2014年3月までは先生呼びは一切行われなかった。

#### 日本テレビの『行列のできる法律相談所→行列のできる相談所』と異なる点
- メンバー構成（男性3人）が似てはいるが、『行列』が全員参加で結論を確率で表すのに対し、『笑百科』は1人だけが出演し、一つの結論を出す。ただし、末期は「裁判をやるとこうなる可能性が高い」という注釈をつけるケースが増えていた（判例となっている事件以外に、一審・二審で結審している裁判例事件を取り上げているケースが増えているため）。
- 『行列』はバラエティー色が強いのに対し、『笑百科』は依頼人と相談員にこそ関西の芸人を使うが、顧問弁護士は最終結論に関しては“本業”と同じ姿勢で臨む。
- 2000年代中期以降の『行列』は法律相談の時間が大幅に削減され、最終的にはタイトル及び内容から法律自体も消滅したのに対し、『笑百科』は放送開始当初から、純粋な法律番組のスタンスを全く変える事なく放送終了まで通した。

##### その他の法律番組と異なる点
- TBSテレビの情報ワイド番組『ひるおび!』では、2020年頃まで木曜日に不定期で「八代英輝の解決!ジャッジマン」という最近の時事問題や日常生活でのトラブルについて法律や裁判例を解説するコーナーを放送していた。『ひるおび!』も、出演者（と観覧者）が相談を答え、弁護士が結論を出すというスタイルは『笑百科』と一致しているが、『ひるおび!』では放送日直近の判例を紹介する場合を除き、法律の解説であってもフリップやテロップでは必ず「○○である可能性が高い」と表記されていた。

### ナレーション
2012年4月7日放送分以前はナレーター不在。
- 一丸志帆[8]（2012年4月7日 - ）

### 弁護士のさらに一言 or 知っ得!?法律用語
- 天然もろこし（2017年5月6日 - ）
- アルミカン（2017年11月4日 - ）
- 河邑ミク（2018年6月9日 - ）
- ベルサイユ（2018年11月24日 - ）

2017年5月6日より「弁護士の-」を当該放送分に出演する弁護士が担当。別撮りで行われ、4組のうちいずれかの芸人が相談内容における法律に関して弁護士により具体的な話を聞く。2021年3月6日より法律用語の具体的な中身を取り上げる「知っ得!?-」を併せて開始し、以降は何れかのコーナーを週替わりで行う。

### 探せるか?法律の抜け道
- 桃月なしこ（2021年11月27日 - ）

上述の「弁護士の-」や「知っ得!?-」に併せる形で2021年11月27日より開始。相談内容における法律に関して桃月がその抜け道を探るべく弁護士とやり取りをするコーナー。

### リモートの達人? タージンが聞く!
- タージン（2021年12月11日 - ）

上述に併せる形で2021年12月11日より開始。契約に関する相談内容における法律に関してレギュラー弁護士とは別の専門の弁護士とリモートでやり取りをするコーナー。

### アシスタント
2016年4月9日放送分からの室長補佐の配置によりアシスタントは廃止された。具体的な解説が必要な場合は、「弁護士の-」の芸人がフリップを手にして表したのを経て、その後はテロップでそれを行っていた。
- 難波江千尋[7]
- 嘉数祐奈
- 堀下麻里
- 大塚みな（ - 2007年3月）
- 平野あゆみ（2007年4月 - 2013年3月）
- 白ヶ澤香織（2013年4月 - 2016年4月2日）

## スタッフ
- 作／構成 中田明成、大池晶[7][8]、片山良文、湯川真理子ほか
- 演出 木戸武
- 制作統括 石沢直樹[8]、佐橋陽一
- 制作 NHKプラネット近畿
- 制作・著作 NHK大阪放送局

### 過去のスタッフ
- 制作統括 安達勝

## 番組テーマ曲
テーマ曲はキダ・タローの作編曲による。現在流れているテーマ曲は3代目となっている。この曲が使われはじめた初期は、（オープニングに歌われている）歌詞がなくインストゥルメンタルのみであった。2006年4月からエンディングテーマが若干短縮されて、2007年4月からタイトルバックが16:9画面に対応したものにリニューアルしたのと同時にオープニングは3代目の曲のベースに、キーの半音高いヴァージョンになり翌月からはエンディングも同様に変化している。2017年1月28日放送分では、当日が仁鶴の80歳の誕生日であったことから、ゲストの西村由紀江演奏によるピアノバージョンが流れた。最終回の最後には歌詞のついたフルコーラスバージョンが披露された。
以前は宮川泰が担当していた（番組開始初期の宮川泰作曲の本番組テーマ音楽はCD「懐かしのNHKテレビ主題曲集」に収録されている）。

## その他
オープニング
- 定番フレーズ「四角い仁鶴がまぁ〜るくおさめまっせぇ」が仁鶴就任以来オープニングで必ず使用されている。以前はその直前に「暮らしの中の相談事おまへんか」「世の中 いろんなトラブル続き」「巷の揉め事任せなはれ」「トラブル揉め事おまへんか」というセリフが付いていたが、2014年4月5日放送分よりゲスト相談員を紹介した直後にオープニングテーマに入る形に変更されてからは、単に「今日も四角い仁鶴が…」というセリフとなっていた。
- 仁鶴が休演して以降は、前述のように放送開始のオープニングで仁鶴の声で「四角い仁鶴がまぁ〜るくおさめまっせぇ」とアナウンスが流れる。そしてオープニングメロディーが終わる直後にこれも仁鶴の声で番組名がアナウンスされる形になった。

フレーズ
- フォーマット変更前のゲスト相談員のあいさつでの仁鶴の質問は「法律の方はいかがですか」というのが通例（近況を伺うケースもある）。しかし、プロの弁護士のケント・ギルバートや離婚訴訟の最中だった沢田亜矢子のときはこの質問はされず、別の質問がされていた。関口知宏登場時の質問は「（列島縦断 鉄道乗りつくしの旅〜JR20000km全線走破〜で）日曜日は家に帰れないのか」というものだった。

出演者
- レギュラー相談員が回答時にはお互い、ボケたりツッコんだりするのがお約束となっている。特に吉本新喜劇所属の相談員が出演する回ではその傾向が強く、辻本出演時は他の出演者やカメラマン[注釈 17]からアゴの突き出た特徴的な顔を「ペリカン」「餃子」「アゴ（トビウオ）だし」「あごが来た」、若井みどりが「悪いみどりさんどうお考えでっか?」「シイタケの裏」「江戸時代生まれ」などとイジられるのが定番となっている。辻本と花子が共演する時は、ボケとツッコミをかました後に「どうも、ありがとうございましたー!」と漫才のような終わりかたで締める（これは新喜劇のネタのひとつである）。また、男性レギュラー相談員は余計なフリ（女遊びをバラす、番組の降板をちらつかせる等）をされるか、桂吉弥の場合は上手いなぞかけを言った場合、室長にわざと無視されてしまうことがある。稲垣が相談室秘書就任後は、これらのやり取りののち南光や相談員に対して毒を吐いて進行するケースが多くなっている。
- フォーマット変更前は、レギュラー相談員2名が同じ意見だったことも極くまれにあり、その場合、ゲスト相談員が違う答えを出していた。
- 2006年8月19日放送分では「男女間トラブル」特集で弁護士を2名に増強して野間と小島が登場、男女双方の立場から意見を述べてもらう体制をとった。
- 2008年10月4日に放送された「お悩み解決コーナー」の前半部「今日から探偵」ではまえだまえだが相談者の役を演じた。子供が相談者の役を演じたのはこの回が初めてである。
- 本番組の後は連続テレビ小説の再放送が続くため[注釈 18]、毎年秋のNHK大阪放送局制作分が開始する前後の週ではその俳優陣がゲスト出演することが多い。2007年以降は作品がスタートする前々日の放送で、ヒロインを演じる女優がゲスト相談員として出演する事が恒例となっていたが、こちらは2015年を最後に途絶えていた（2013・14年も未出演）。

放送見合わせ
- 中田カウスに関する暴力団との交際を巡る一連の週刊誌報道を受けて、カウス・ボタンが出演する2007年4月28日と5月5日放送予定分の放送が事実上「お蔵入り」となった。
- 2017年9月16日（土曜日）は前日の北朝鮮によるミサイル発射関連のニュースに伴う振り替え編成のため、休止となった[注釈 19]。

視聴者の反応
- 番組開始当初は最後に宛先住所のテロップを出し、一般視聴者からの「相談」を募集していた。番組中での相談ネタにするためのアイデア募集の意味合いだったのだが、実際に法律相談を受け付けていると誤解した視聴者からの深刻な相談が殺到した経緯がある。一部の視聴者は直接仁鶴に宛てて投函したため、一時は仁鶴の自宅に法律相談を記した手紙が大量に配達された[34]。